# Giuditta (opereta)
Giuditta (en castellano, Judith) es una opereta (sus autores la definieron como una Musikalische Komödie, literalmente comedia musical) en cinco cuadros con música del compositor austro-húngaro Franz Lehár y libreto en alemán de Paul Knepler y Fritz Löhner-Beda. Se estrenó en la Ópera Estatal de Viena el 20 de enero de 1934. Los papeles protagonistas fueron encarnados en el estreno por la soprano Jarmila Novotna y el tenor Richard Tauber, mientras que la dirección musical corrió a cargo del propio compositor.
La obra fue adaptada al castellano como opereta en cuatro actos por Arturo Cuyás de la Vega estrenándose bajo el título de Judith en el Teatro Calderón de Madrid el 21 de marzo de 1936.

## Personajes
| Personaje                                                                       | Tesitura          | Reparto del estreno absoluto, Viena, 20 de enero de 1934 |
| ------------------------------------------------------------------------------- | ----------------- | -------------------------------------------------------- |
| Giuditta                                                                        | soprano           | Jarmila Novotná                                          |
| Capitán Octavio                                                                 | tenor             | Richard Tauber                                           |
| Anita, pescadora                                                                | soubrette         | Margit Bokor                                             |
| Pierrino, frutero y amante de Anita                                             | tenor buffo       | Georg Maikl                                              |
| Manuele Biffi, marido de Giuditta                                               | bajo buffo        | Lizzy Waldmüller                                         |
| Teniente Antonio, amigo de Octavio                                              | bajo              | Josef Knapp                                              |
| Profesor Martini                                                                | bajo              | Viktor Madin                                             |
| Primer cantante callejero                                                       | barítono          | Hans Duhan                                               |
| Segundo cantante callejero                                                      | bajo              | Nicola Zec                                               |
| Lord Barrymore, admirador de Giuditta                                           | personaje hablado |                                                          |
| El conde de ***, otro admirador de Giuditta                                     | personaje hablado |                                                          |
| El asistente del conde                                                          | personaje hablado |                                                          |
| Ibrahim, propietario del «Alcazar»                                              | personaje hablado |                                                          |
| Lolitta, una bailarina                                                          | personaje hablado |                                                          |
| Sebastiano, anfitrión                                                           | personaje hablado |                                                          |
| Una bailarina                                                                   |                   |                                                          |
| Camarero primero                                                                |                   |                                                          |
| Camarero segundo                                                                |                   |                                                          |
| Un pescador                                                                     |                   |                                                          |
| Un portero                                                                      |                   |                                                          |
| Ciudadanos, oficiales, soldados, invitados, bailarines, músicos (coro y extras) |                   |                                                          |

## Argumento
La acción ocurre en el sur de Italia y en Libia durante su ocupación italiana, en la década de los años 1930.
Cuadro primero (Un mercado de una ciudad portuaria del sur de Italia)
Giuditta, casada con Manuele, un hombre mucho mayor que ella, siente que el tedio se apodera de su matrimonio. Ha heredado el temperamento ardiente de su madre, que fue una bailarina célebre y le gustaría separarse de su marido. Le resulta por ello conveniente que se le acerque el joven oficial Octavio. Ambos experimentan un amor a primera vista. Cuando Giuditta se entera de que Octavio ha sido destinado al Norte de África, la patria de su madre, decide abandonar a su esposo y embarcarse con Octavio en el primer barco a Libia.
Cuadro segundo (Un magnífico jardín en Libia)
Giuditta y Octavio paladean una vida gozosa en una villa junto al mar. De pronto Octavio recibe órdenes de incorporarse a sus obligaciones militares interrumpiéndose su felicidad. Giuditta trata de presionar a Octavio para que no acuda a la llamada, amenazándole con no esperarle si él se marcha.
Cuadro tercero (Un campamento militar en el Norte de África)
Octavio padece mal de amores. Se plantea desertar para regresar con su amada Giuditta. Su amigo Antonio habla con él para tratar de consolarle. Finalmente la razón se impone y Octavio obedece la orden de marcha.
Cuadro cuarto (Un club nocturno)
Giuditta ha encontrado trabajo como bailarina en un club nocturno de la ciudad de Trípoli. Tiene una activa vida amorosa manteniendo relaciones con numerosos hombres. En este momento el Oficial de Cazadores Lord Barrymore es quien la mantiene con su riqueza. Octavio por su parte ha abandonado la carrera militar y le sigue el rastro a Giuditta en el establecimiento. Sin embargo, su deseo de conquistar a la bella Giuditta parece condenado al fracaso.
Cuadro quinto (El bar de un lujoso hotel europeo)
Han pasado cinco años y el deseo de Octavio por Giuditta se ha enfriado completamente. Ahora trabaja como pianista en el bar de un hotel de lujo, manteniéndose a flote con lo que gana. El azar ha conducido a Giuditta a ese mismo bar. Le acompaña un verdadero duque, su enésimo amante. La pasión por Octavio renace en Giuditta pero él es un hombre roto y no quiere volver a saber nada más de ella.

## Estilo y recepción
Giuditta forma parte de un conjunto de operetas que rompen con el tradicional final feliz casi obligatorio en el género para acercarse a planteamientos del mundo de la ópera. El resultado es una obra híbrida que no responde completamente a las características del género operetístico pero que tampoco es una ópera, a pesar de haber sido estrenada en un escenario de referencia como la Ópera Estatal de Viena en el que tantas obras de este último género se dieron a conocer. Al margen de esa ambivalencia estilística Lehár compuso algunas melodías antológicas como la romanza de Octavio «Freunde, das Leben ist lebenswert» o la de Giuditta «Meine Lippen, sie küssen so heiß», dos canciones pegadizas e inmarcesibles que se vienen incluyendo repetidamente en recitales y conciertos líricos de tenores y sopranos. La orquestación de la obra evoca con frecuencia a Puccini. La música de «Freunde, das Leben ist lebenswert» fue utilizada por Peer Raben en la serie televisiva Berlin Alexanderplatz, de Rainer Werner Fassbinder, como preludio y comentario cínico sobre las circunstancias del personaje protagonista Franz Biberkopf.
El estreno de Giuditta resultó en rotundo éxito. Se ha escrito que al menos 120 emisoras de radio lo retransmitieron en directo. Entre los invitados a esa primera interpretación figuraron políticos, empresarios, miembros de la nobleza y otras persona destacadas de la sociedad vienesa del momento. También asistieron músicos célebres como el compositor Emmerich Kálmán junto a su esposa. La prensa concedió una enorme repercusión al estreno y la acogida fue, por lo general, positiva aunque también hubo voces críticas. A pesar de ello Giuditta gozó de un gran éxito internacional. También fue representada al aire libre. La obra encabezó las estadísticas de representaciones teatrales de 1935 tan solo por detrás de El holandés errante de Richard Wagner. Con el paso de los años la popularidad de Giuditta fue decayendo y en la actualidad solo se representa esporádicamente. Sin embargo algunos de sus números solistas continúan siendo interpretados por muchos cantantes en conciertos y recitales líricos.

## Grabaciones
Giuditta ha contado con varios registros fonográficos, de los que se recogen aquí algunos realizados en diferentes épocas:
| Año  | Elenco (Giuditta, Octavio, Anita, Pierrino, Antonio)                                      | Director, coro, orquesta                                                 | Sello discográfico |
| ---- | ----------------------------------------------------------------------------------------- | ------------------------------------------------------------------------ | ------------------ |
| 1942 | Jarmila Ksirova, Karl Friedrich, Else Macha, Oskar Mörwald, Georg Monthy                  | Franz Lehár, Chor der Wiener Volksoper, Grosses Wiener Rundfunkorchester | CD: ORF            |
| 1957 | Hilde Güden, Waldemar Kmentt, Emmy Loose, Murray Dickie, Harald Pröglhoff                 | Rudolf Moralt, Chor der Wiener Staatsoper, Wiener Staatsopernorchester   | CD: Decca          |
| 1985 | Edda Moser, Nicolai Gedda, Brigitte Lindner, Martin Finke, Ludwig Baumann                 | Willi Boskovsky, Münchner Konzertchor, Münchner Rundfunkorchester        | CD: EMI            |
| 2003 | Natalia Ushakova, Mehrzad Montazeri, Julia Bauer, Marcus Heinrich, Friedrich Schwardtmann | Rudolf Bibl, Coro y Orquesta del Festival de Mörbisch                    | CD: Oehms          |
| 2012 | Christiane Libor, Nikolai Schukoff, Laura Scherwitzl, Ralf Simon, Christian Eberl         | Ulf Schirmer, Chor des Bayerischen Rundfunks Münchner Rundfunkorchester  | CD: CPO            |